# تشاك ماكيلروي
تشاك ماكيلروي (بالإنجليزية: Chuck McElroy)‏ هو لاعب كرة قاعدة أمريكي، ولد في 1 أكتوبر 1967 في بورت أرثر في الولايات المتحدة.

## وصلات خارجية
- تشاك ماكيلروي على موقعبيزبول رفرنس.كوم (الدوري الرئيسي) (الإنجليزية)
- تشاك ماكيلروي على موقع مشجعي الرسوم البيانية (الإنجليزية)